# Élections au Bénin
Les élections au Bénin se déroulent suivant un système présidentiel défini par la Constitution de 1990 qui instaure la démocratie. Le président est élu pour cinq ans au suffrage universel direct majoritaire. Les membres de l'Assemblée sont élus également au suffrage universel direct suivant un scrutin proportionnel. Le système électoral a connu des situations où le pluralisme a été entravé et où l'opposition a eu l'interdiction de présenter des listes.

## Système électoral

### Constitution de 1990
Réunie en février 1990 à Cotonou, la Conférence nationale souveraine rassemble 493 délégués choisis parmi les membres du pouvoir et de l’opposition. Elle met fin au régime marxiste-léniniste et confie à une commission de juristes le soin de rédiger une nouvelle Constitution. La Constitution instaure le multipartisme et limite les pouvoirs du Président de la République, elle est approuvée par référendum le 2 décembre 1990 et promulguée le 11 décembre 1990.

### Pouvoir exécutif
Le Président de la République est élu pour cinq ans renouvelable une fois, à la majorité absolue avec deux tours en cas de ballotage.

### Pouvoir législatif
L’Assemblée nationale unique de 109 membres est élue à la proportionnelle pour un mandat de quatre ans.

### Cour Constitutionnelle
La Cour Constitutionnelle comprend 7 membres, 4 nommés par l’Assemblée nationale et 3 par le Président de la République, les membres sont nommés pour 5 ans renouvelables. La Constitution écrite est complétée par des pratiques non écrites ou « Constitution invisible ».

## Les différentes élections

### Élections présidentielles

#### Avant 2016
En 1991, Nicéphone Soglo remporte le scrutin présidentiel contre Mathieu Kérékou avec 68 % des voix. En 1996, Mathieu Kérékou, est élu puis réélu en 2000. En 2006, Thomas Boni Yayi est élu puis réélu en 2011.

#### 2016
En mars 2016, 33 candidats se présentent : Patrice Talon et Lionel Zinsou, accèdent au second tour. Patrice Talon remporte l’élection avec 65,67 % des voix.

#### 2021
En 2021, Patrice Talon est réélu avec 86.4% des voix. Alassane Soumano, n’obtient que 11.3% des voix. Le scrutin a été accompagné de violences qui ont fait plusieurs morts.

### Élections législatives

#### 2019
Le 29 avril 2019, les listes proposées par les deux partis de la majorité présidentielle, l’Union progressiste (UP) et le Bloc républicain (BR), ont été les seuls autorisées à participer au scrutin. Les listes d’opposition exclues ont appelé à boycotter les législatives. Celles-ci ont été marquées par une participation faible (27 % selon la Cour constitutionnelle). Le scrutin a été accompagné de violences.

#### 2023
Voir la page élections législatives béninoises de 2023.
Le 8 janvier 2023, les élections législatives ont permis à nouveau aux partis d’opposition de participer. Les résultats ont été les suivants : Union Progressiste 37.5%, 53 sièges ; Bloc Républicain 29.3%, 28 sièges; Démocrates : 24.6%, 28 sièges. La nouvelle assemblée est composée de 81 hommes et de 28 femmes.

### Élections municipales
En 2020, les élections municipales ont eu lieu le 17 mai, le taux de participation a été de 49 %. Les partis de la majorité ont remporté 85 % des sièges des conseils communaux et municipaux.